# Charles Lefebvre
Charles Victor Marie Ghislain Lefebvre Wouters de Jauche (Blaasveld, 3 juni 1861 - Etterbeek, 3 augustus 1936), was een Belgisch politicus voor de Katholieke Partij en vervolgens het Katholiek Verbond van België.

## Biografie
Jonkheer Charles Lefebvre was de zevende van de veertien kinderen van diplomaat, advocaat en volksvertegenwoordiger Louis Lefebvre (1824-1889) en Marie Wouters de Jauche (1827-1902). Hij was een kleinzoon van Albert Lefebvre, advocaat, lid van het Nationaal Congres, volksvertegenwoordiger en raadsheer in het Hof van Cassatie, en Alexandre Wouters de Jauche, burgemeester van Blaasveld.
Hij trouwde in 1893 met Marie Van Nyen (1872-1949). Ze hadden een zoon die vroeg stierf en een dochter Edith (1895-1985), die trouwde met Paul de Schietere de Lophem (1893-1982). In 1930 bekwam hij zijn naam te mogen wijzigen in Wouters de Jauche. Na zijn studies wijsbegeerte en letteren aan de Katholieke Universiteit Leuven vestigde Charles zich als grondeigenaar in Ruisbroek. 
In 1894 werd hij lid van de Antwerpse provincieraad (1894-1911). In 1896 werd hij gemeenteraadslid van Ruisbroek, was korte tijd schepen (1900-1901) en werd in 1901 burgemeester, tot in 1921. In 1911 volgde hij zijn broer Albert Alexandre op als katholiek volksvertegenwoordiger voor het arrondissement Mechelen en vervulde dit mandaat tot in 1919. Van 1921 tot 1925 was hij senator voor hetzelfde arrondissement, in opvolging van François Empain. 